# コロラ・ロマニ
コロラ・ロマニ（Kolora Lomani、1999年7月22日 - ）は、フィジーの女子ラグビー選手。

## プロフィール
- フィジー・ラウトカ出身[1]。
- 身長 169cm、体重 76kg
- ポジションはスタンドオフ(SO)、フッカー(HO)。

## 略歴
2024年、パリ五輪の7人制女子フィジー代表に選ばれた。